# Ecnomus cavatus
Ecnomus cavatus är en nattsländeart som beskrevs av Cartwright 1998. Ecnomus cavatus ingår i släktet Ecnomus och familjen trattnattsländor. Inga underarter finns listade i Catalogue of Life.